# Astegopteryx bambucifoliae
Astegopteryx bambucifoliae är en insektsart som först beskrevs av Takahashi, R. 1921.  Astegopteryx bambucifoliae ingår i släktet Astegopteryx och familjen långrörsbladlöss. Inga underarter finns listade i Catalogue of Life.